# Kära Agnes
Kära Agnes är en kriminalroman av Håkan Nesser, utgiven 2002. Romanen har översatts till danska (2004), norska (2005), nederländska (2006) och tyska (2006).

## Handling
Romanen börjar med att Agnes återser sin kära barndomsvän Henny efter 19 år på Agnes man Erichs begravning. Historien utspelar sig i ett fiktivt land, möjligen en blandning av Tyskland och Holland.
Historien berättas i tre olika former. Delvis berättas den som en brevroman, där man får läsa en brevväxling mellan Agnes och Henny. Där vill Henny ha hjälp med att avliva sin man David, då han varit otrogen med en annan kvinna. En annan del av berättelsen är historien bakom Agnes och Hennys barndomsår och deras uppväxt. Slutligen är det också den nutida handlingen, där läsaren följer Agnes i hennes vardagliga liv och under förberedelserna på mordet som Henny vill att Agnes ska utföra.